# Katharina Tomaselli
Katharina Tomaselli (Vienna, 27 febbraio 1811 – Brno, 6 giugno 1857) è stata un soprano e attrice teatrale austriaca.

## Biografia
Katharina era la figlia del tenore Giuseppe Tomaselli e della sua seconda moglie, Antonia Honikel. Gli attori Franz ed Ignaz Tomaselli erano suoi fratelli. Ricevette la prima formazione artistica dal padre, come i fratelli. Così fu capace dell'esordio sulle scene nel ruolo di Myrrha nel Das unterbrochene Opferfest di Peter Winter al Teatro di Josefstadt nel 1828.
Nel 1830 fu scritturata al Teatro di corte di Hannover, poi al Teatro della città di Salisburgo. Cinque anni dopo fu assunta a Brno. Qua fece il suo addio alle scene nel 1853. Nei tre anni seguenti fece alcune apparizioni per ragioni culturali o finanzieri. In 1856 si ritirò dalle scene.
Ella morì a 46 anni, il 6 giugno 1857 a Brno, dove fu sepolta.

### Famiglia
Si sposò due volte: in prime nozze con l'attore Wilhelm Thiel e da 1842 con Christian Gallmeyer. Da una relazione con l'attore Michael Greiner ebbe una figlia Josefine Gallmeyer, poi anche essa attrice.

## Interpretazioni
- Myrrha in Das unterbrochene Opferfest di Peter von Winter
- Camilla in Zampa di Louis Hérold